# Odznaka Pamiątkowa Franciszka Józefa
Odznaka Pamiątkowa Franciszka Józefa (niem. Gedenkzeichen an Kaiser und König Franz Joseph I, węg. Ferenc József-emlékjel) – pamiątkowe odznaczenie austro-węgierskie nadawane w latach 1917–1918 na pamiątkę panowania Franciszka Józefa. Podzielone było na dwa stopnie: złoty i srebrny.

## Opis odznaki
Odznaka to krzyż kawalerski z niewielkimi promieniami między ramionami. W medalionie środkowym awersu widniał profil świeżo zmarłego cesarza Franciszka Józefa, otoczone napisem „IN MEMORIAM 1848–1916” (NA PAMIĄTKĘ 1848–1916). Krzyż ten nie posiadał wstążki – noszony był na agrafie na prawej piersi.